# Lascov
Lascov este o comună slovacă, aflată în districtul Bardejov din regiunea Prešov. Localitatea se află la altitudinea de 190 m deasupra n.m., se întinde pe o suprafață de 5,35 km2 și în 2017 număra 575 de locuitori.

## Istoric
Localitatea Lascov este atestată documentar din 1370.

## Demografie
| An:                | 1994 | 2004   | 2014   | 2024   |
| ------------------ | ---- | ------ | ------ | ------ |
| Număr de persoane: | 488  | 530    | 560    | 604    |
| Diferență:         |      | +8,60% | +5,66% | +7,85% |

| An:                | 2023 | 2024   |
| ------------------ | ---- | ------ |
| Număr de persoane: | 597  | 604    |
| Diferență:         |      | +1,17% |